# Władysław Pilin
Władysław Pilin (ur. 27 lipca 1884 w Rzepniowie, zm. 3 stycznia 1956 w Gliwicach) – polski duchowny rzymskokatolicki, kapelan wojskowy.

## Życiorys
W 1905 ukończył c. k. V Gimnazjum we Lwowie, następnie wstąpił do seminarium duchownego w tym mieście, studiując na Wydziale Teologicznym Uniwersytetu Lwowskiego. Studia ukończył w 1909 i 4 lipca 1909 otrzymał święcenia kapłańskie. Następnie pracował w Skałacie (1909–1911), Brzeżanach (1911–1912) i Kołomyi (1912–1915). Tam działał w Towarzystwie Gimnastycznym „Sokół”. W 1915 został zmobilizowany jako kapelan do armii Austro-Węgier. Służył na froncie bukowińskim, rumuńskim i wołyńskim. Od 11 listopada 1918 w Wojsku Polskim, był kapelanem w 19 Pułku Piechoty, następnie (od 18 sierpnia 1919) proboszczem 9 Dywizji Piechoty i Grupy Poleskiej. Później był dziekanem 5 Armii. W latach 1921–1930 w stopniu proboszcza (ze starszeństwem od 1 czerwca 1919) był katechetą i kapelanem Korpusu Kadetów Nr 1 we Lwowie. W latach 1932–1933 administrował parafią w Stanisławowie, z dniem 1 sierpnia 1933 został przeniesiony w stan spoczynku. W 1933 otrzymał godność szambelana papieskiego. 
W latach 1933–1946 mieszkał we Lwowie, gdzie był rektorem Kościoła św. Teresy przy klasztorze ss. Opatrzności Bożej i  pracował jako katecheta. Był także redaktorem „Gazety Kościelnej” - tygodnika dla duchowieństwa. 
W 1946 wyjechał do Bytomia, tam pracował jako katecheta w Zakładzie Dobrego Pasterza prowadzonym przez siostry Opatrzności Bożej (do 1950). 
Zmarł w Gliwicach. Został pochowany na cmentarzu Mater Dolorosa w Bytomiu.

## Ordery i odznaczenia
- Krzyż Oficerski Orderu Odrodzenia Polski (1924)[3]
- Krzyż Walecznych (dwukrotnie)[4]
- Złoty Krzyż Zasługi (18 stycznia 1926)[5][1]
- Medal Pamiątkowy za Wojnę 1918–1921[4]
- Medal Dziesięciolecia Odzyskanej Niepodległości[1][4]
- Odznaka pamiątkowa „Orlęta”[4]